# Ennio Doris

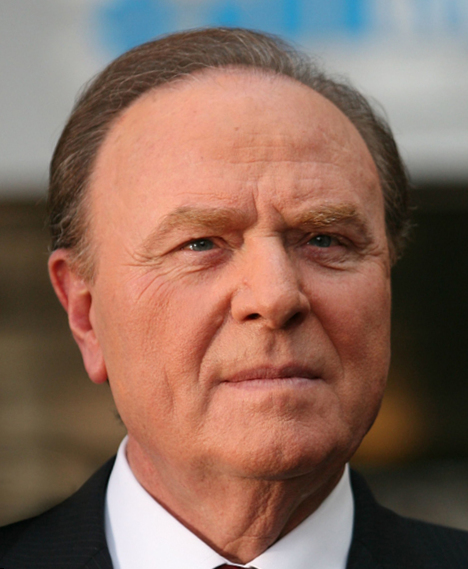
Ennio Doris (2016)

Ennio Doris (* 3. Juli 1940 in Tombolo, Padua; † 24. November 2021 in Mailand) war ein italienischer Unternehmer.

## Leben
Ennio Doris ist Gründer und Vorsitzender des italienischen Finanzunternehmens Banca Mediolanum (bis 2015 Mediolanum). 1982 gründete er das Unternehmen Programma Italia, das später in Mediolanum umbenannt wurde. Doris vereinbarte mit Silvio Berlusconi eine finanzielle Beteiligung an seinem Unternehmen. Laut dem US-amerikanischen Forbes Magazine gehörte Doris zu den reichsten Italienern. Doris war verheiratet und hatte zwei Kinder.